# Свети мученици пребиловачки
Свети мученици пребиловачки су светитељи Српске православне цркве. Пребиловачки светитељи су канонизовани на Светом архијерејском сабору СПЦ који је одржан од 15. до 29. маја 2015. године.
Усташе су 6. августа 1941. године побиле око 600 жена и деце из села Пребиловци. Убили су их тако што су их живе побацали у јаму Голубинка. У јамама је у наредном периоду настављено убијање Срба. Тако је из села Пребиловци убијено укупно 820 људи од 1000 становника. У околини је укупно убијено око 4000 Срба. Мошти страдалих су извађене из јама 1990. године и положене у крипти цркве Сабора Српских Светитеља и Пребиловачких мученика у Пребиловцима. У јуну 1992. године војска Републике Хрватске је спалила село, а цркву уништила експлозивом, док су у крипту убачене авионске бомбе. На тај начин највећи део моштију је уништен. Остаци моштију се данас налазе у костурници у склопу храма који је у процесу обнове.
Православна црква их слави 24. јула по јулијанском календару (6. августа по грегоријанском календару).